# Philodromus hierosolymitanus
Philodromus hierosolymitanus är en spindelart som beskrevs av Levy 1977. Philodromus hierosolymitanus ingår i släktet Philodromus och familjen snabblöparspindlar. Inga underarter finns listade i Catalogue of Life.